# Skålskinn
Skålskinn (Aleurodiscus amorphus) är en svampart som beskrevs av Ludwig Rabenhorst 1888. Skålskinn ingår i släktet Aleurodiscus och familjen Stereaceae.  Arten är reproducerande i Sverige. Inga underarter finns listade i Catalogue of Life.

## Källor

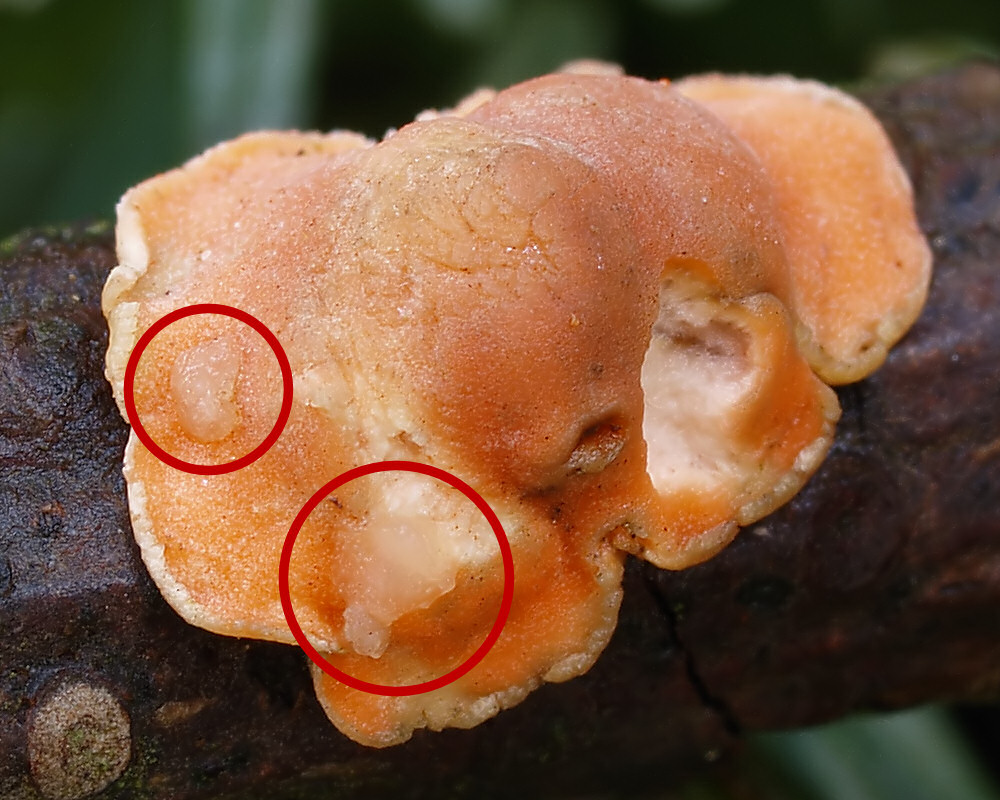